# Tamworth (Nou Hampshire)
Tamworth és una població dels Estats Units a l'estat de Nou Hampshire. Segons el cens del 2000 tenia 2.510 habitants.

## Demografia
Segons el cens del 2000, Tamworth tenia 2.510 habitants, 1.074 habitatges, i 675 famílies. La densitat de població era de 16,2 habitants per km².
Dels 1.074 habitatges en un 29,1% hi vivien nens de menys de 18 anys, en un 50,7% hi vivien parelles casades, en un 7,6% dones solteres, i en un 37,1% no eren unitats familiars. En el 28,7% dels habitatges hi vivien persones soles l'11,2% de les quals corresponia a persones de 65 anys o més que vivien soles. El nombre mitjà de persones vivint en cada habitatge era de 2,33 i el nombre mitjà de persones que vivien en cada família era de 2,86.
Per edats la població es repartia de la següent manera: un 23,7% tenia menys de 18 anys, un 6,3% entre 18 i 24, un 28,4% entre 25 i 44, un 26% de 45 a 60 i un 15,7% 65 anys o més.
L'edat mediana era de 41 anys. Per cada 100 dones de 18 o més anys hi havia 97,1 homes.
La renda mediana per habitatge era de 35.200$ i la renda mediana per família de 41.121$. Els homes tenien una renda mediana de 30.389$ mentre que les dones 23.352$. La renda per capita de la població era de 17.961$. Entorn del 7,1% de les famílies i el 9,5% de la població estaven per davall del llindar de pobresa.